# Imbrasia rhodophila
Imbrasia rhodophila är en fjärilsart som beskrevs av Walker 1869. Imbrasia rhodophila ingår i släktet Imbrasia och familjen påfågelsspinnare. Inga underarter finns listade i Catalogue of Life.